# Fedor Černych
Fedor Černych (Фёдор Иванович Черных, Moszkva, 1991. május 21. –) litván válogatott labdarúgó, a FK Kauno Žalgiris középpályása.

## Pályafutása

### Klubcsapatokban
Černych a mai orosz fővárosban, Moszkvában született. Az ifjúsági pályafutását a litván Vilnius FS csapatában kezdte, majd a Granitas Vilnius akadémiájánál folytatta.
2007-ben mutatkozott be a Granitas Vilnius felnőtt keretében. 2009-ben a belarusz Dnyapro Mahiljov szerződtette. A 2012-es szezonban a Naftan Navapolack csapatát erősítette kölcsönben. 2014-ben a lengyel első osztályban szereplő Górnik Łęcznához, majd 2015-ben a Jagiellonia Białystokhoz igazolt. 2018 januárjában az orosz első osztályban érdekelt Gyinamo Moszkvához csatlakozott. A 2019–20-as szezonban az Orenburgnál szerepelt kölcsönben. 2020. szeptember 17-én hároméves szerződést kötött a Jagiellonia Białystok együttesével. Először a 2020. szeptember 26-ai, Zagłębie Lubin ellen 1–0-ra elvesztett mérkőzés 74. percében, Jakov Puljić cseréjeként lépett pályára. Első gólját 2021. március 20-án, a Lech Poznań ellen idegenben 3–2-re megnyert találkozón szerezte meg. 2023. január 8-án a ciprusi AÉ Lemeszúhoz írt alá.

### A válogatottban
Černych az U19-es és az U21-es korosztályú válogatottakban is képviselte Litvániát.
2012-ben debütált a felnőtt válogatottban. Először a 2012. november 14-ei, Örményország ellen 4–2-re elvesztett mérkőzésen lépett pályára. Első válogatott gólját 2013. október 11-én, Lettország ellen 2–0-ra megnyert VB-selejtezőn szerezte meg.

## Statisztikák
2023. március 6. szerint
| Klub                  | Szezon   | Osztály                | Bajnokság | Bajnokság | Kupa és Ligakupa | Kupa és Ligakupa | Nemzetközi | Nemzetközi | Összesen | Összesen |
| Klub                  | Szezon   | Osztály                | Meccs     | Gól       | Meccs            | Gól              | Meccs      | Gól        | Meccs    | Gól      |
| --------------------- | -------- | ---------------------- | --------- | --------- | ---------------- | ---------------- | ---------- | ---------- | -------- | -------- |
| Górnik Łęczna         | 2014–15  | Ekstraklasa            | 32        | 11        | 1                | 1                | —          | —          | 33       | 12       |
| Górnik Łęczna         | 2015–16  | Ekstraklasa            | 6         | 1         | 1                | 0                | —          | —          | 7        | 1        |
| Górnik Łęczna         | Összesen | Összesen               | 38        | 12        | 2                | 1                | 0          | 0          | 40       | 13       |
| Jagiellonia Białystok | 2015–16  | Ekstraklasa            | 27        | 3         | 0                | 0                | —          | —          | 27       | 3        |
| Jagiellonia Białystok | 2016–17  | Ekstraklasa            | 34        | 12        | 1                | 1                | —          | —          | 35       | 13       |
| Jagiellonia Białystok | 2017–18  | Ekstraklasa            | 21        | 3         | 0                | 0                | 4          | 1          | 25       | 4        |
| Jagiellonia Białystok | Összesen | Összesen               | 82        | 18        | 1                | 1                | 4          | 1          | 87       | 20       |
| Gyinamo Moszkva       | 2017–18  | Premjer Liga           | 9         | 1         | 0                | 0                | —          | —          | 9        | 1        |
| Gyinamo Moszkva       | 2018–19  | Premjer Liga           | 22        | 2         | 2                | 0                | —          | —          | 24       | 2        |
| Gyinamo Moszkva       | Összesen | Összesen               | 31        | 3         | 2                | 0                | 0          | 0          | 33       | 3        |
| Orenburg (kölcsönben) | 2019–20  | Premjer Liga           | 11        | 0         | 1                | 0                | —          | —          | 12       | 0        |
| Jagiellonia Białystok | 2020–21  | Ekstraklasa            | 16        | 1         | 0                | 0                | —          | —          | 16       | 1        |
| Jagiellonia Białystok | 2021–22  | Ekstraklasa            | 29        | 4         | 1                | 1                | —          | —          | 30       | 5        |
| Jagiellonia Białystok | 2022–23  | Ekstraklasa            | 16        | 1         | 2                | 0                | —          | —          | 18       | 1        |
| Jagiellonia Białystok | Összesen | Összesen               | 61        | 6         | 3                | 1                | 0          | 0          | 64       | 7        |
| AÉ Lemeszú            | 2022–23  | Cypriot First Division | 6         | 0         | 2                | 0                | —          | —          | 8        | 0        |
| Összesen              | Összesen | Összesen               | 229       | 39        | 11               | 3                | 4          | 1          | 244      | 43       |

### A válogatottban
| Válogatott | Év       | Pályára lépés | Gól |
| ---------- | -------- | ------------- | --- |
| Litvánia   | 2012     | 1             | 0   |
| Litvánia   | 2013     | 4             | 1   |
| Litvánia   | 2014     | 10            | 0   |
| Litvánia   | 2015     | 6             | 2   |
| Litvánia   | 2016     | 9             | 5   |
| Litvánia   | 2017     | 7             | 0   |
| Litvánia   | 2018     | 11            | 0   |
| Litvánia   | 2019     | 7             | 1   |
| Litvánia   | 2020     | 4             | 0   |
| Litvánia   | 2021     | 12            | 2   |
| Litvánia   | 2022     | 9             | 1   |
| Összesen   | Összesen | 80            | 12  |

#### Góljai a válogatottban
| #  | Időpont             | Helyszín                                       | Ellenfél   | Gólok | Eredmény | Kiírás                              |
| -- | ------------------- | ---------------------------------------------- | ---------- | ----- | -------- | ----------------------------------- |
| 1  | 2013. október 11.   | LFF Stadion, Vilnius, Litvánia                 | Lettország | 1–0   | 2–0      | 2014-es VB-selejtező                |
| 2  | 2015. június 14.    | LFF Stadion, Vilnius, Litvánia                 | Svájc      | 1–0   | 1–2      | 2016-os EB-selejtező                |
| 3  | 2015. szeptember 8. | LFF Stadion, Vilnius, Litvánia                 | San Marino | 1–0   | 2–1      | 2016-os EB-selejtező                |
| 4  | 2016. május 29.     | Klaipėdai Központi Stadion, Klaipėda, Litvánia | Észtország | 2–0   | 2–0      | 2016-os Balti-kupa                  |
| 5  | 2016. június 1.     | Daugava Stadion, Liepāja, Lettország           | Lettország | 1–2   | 1–2      | 2016-os Balti-kupa                  |
| 6  | 2016. szeptember 4. | LFF Stadion, Vilnius, Litvánia                 | Szlovénia  | 1–0   | 2–2      | 2018-as VB-selejtező                |
| 7  | 2016. október 8.    | Hampden Park, Glasgow, Skócia                  | Skócia     | 1–0   | 1–1      | 2018-as VB-selejtező                |
| 8  | 2016. október 11.   | LFF Stadion, Vilnius, Litvánia                 | Málta      | 1–0   | 2–0      | 2018-as VB-selejtező                |
| 9  | 2019. március 22.   | Stade Josy Barthel, Luxembourg, Luxemburg      | Luxemburg  | 1–0   | 1–2      | 2020-as EB-selejtező                |
| 10 | 2021. október 9.    | LFF Stadion, Vilnius, Litvánia                 | Bulgária   | 2–1   | 3–1      | 2022-es VB-selejtező                |
| 11 | 2021. október 9.    | LFF Stadion, Vilnius, Litvánia                 | Bulgária   | 3–1   | 3–1      | 2022-es VB-selejtező                |
| 12 | 2022. június 11.    | Tórsvøllur Stadion, Tórshavn, Feröer           | Feröer     | 1–0   | 1–2      | 2022–23-as Nemzetek Ligája (C liga) |

## Sikerei, díjai
Egyéni
- Az év litván labdarúgója: 2016, 2017